# Werner Siemann
Werner Siemann (* 12. Juli 1949 in Nienburg/Weser) ist ein deutscher Politiker (CDU).
1968 absolvierte Siemann sein Abitur auf der Albert-Schweitzer-Schule in Nienburg/Weser. Ab 1970 studierte er Rechtswissenschaften in Heidelberg und Göttingen und erlangte 1975 das erste, 1978 das zweite juristische Staatsexamen. 1978 wurde er Rechtsanwalt, vier Jahre später Notar in Nienburg/Weser.
1972 trat Siemann der CDU bei. 1981 wurde er Mitglied des Stadtrates und des Kreistages Nienburg/Weser, 1991 wurde er ehrenamtlicher Landrat des Landkreises Nienburg/Weser. Von 1998 bis 2002 war er zudem Mitglied des Deutschen Bundestages. Er zog über die Landesliste Niedersachsen ins Parlament ein.